# Cerkiew św. Aleksandry w Üröm
Cerkiew św. Aleksandry – prawosławna cerkiew w Üröm. Najstarsza wolno stojąca cerkiew wzniesiona dla Rosyjskiego Kościoła Prawosławnego poza granicami Imperium Rosyjskiego. Zbudowana jako cerkiew-pomnik nad grobem wielkiej księżnej Aleksandry Pawłowny Romanowej, obecnie jest świątynią parafialną w eparchii budapeszteńskiej i węgierskiej Rosyjskiego Kościoła Prawosławnego. 

## Historia
Świątynia została wzniesiona w 1802 i poświęcona w roku następnym. Jej patronami zostali święta męczennica Aleksandra oraz św. Józef, jednak w dokumentach oficjalnych obiekt figurował jedynie jako cerkiew św. Aleksandry. Budynek został zbudowany nad grobem Aleksandry Pawłowny, wielkiej księżnej rosyjskiej i żony palatyna Węgier Józefa Antoniego Habsburga. Cerkiew była przeznaczona dla 20–30 osób. Budynek pozostawał pod opieką dworu cesarskiego Austrii, a następnie Austro-Węgier. Jego wzniesienie miało wyraźny wymiar polityczny: świątynia miała stać się pomnikiem przyjaźni między Rosją a Austrią. 
W bezpośrednim sąsiedztwie cerkwi rozciąga się cmentarz prawosławny.

## Architektura
Cerkiew reprezentuje styl klasycystyczny, jest wzniesiona na planie prostokąta. Wejście do niej prowadzi przez prostokątne drzwi otoczone z dwóch stron przez pilastry. Powyżej znajduje się trójkątny fronton. Na bocznych ścianach świątyni rozmieszczono po trzy prostokątne okna z ozdobnymi obramowaniami. Budynek wieńczy wysoki czarny obelisk zakończony złoconym krzyżem łacińskim. We wnętrzu znajduje się trzyrzędowy ikonostas.